# 艾利亚德亚罗萨
艾利亚德亚罗萨，是西班牙加利西亚自治区蓬特韦德拉省的一个市镇。 总面积6平方公里，总人口4870人（2001年），人口密度812人/平方公里。